# Mezőtúr
Mezőtúr (németül: Thur, szlovákul: Medzitur) város Jász-Nagykun-Szolnok vármegyében, a Mezőtúri járás székhelye.

## Fekvése
A vármegye keleti részén, a Tiszántúlon található. A várost keresztezi a Hortobágy-Berettyó csatorna. Szomszédai: észak felől Örményes, északkelet felől Túrkeve, kelet felől Gyomaendrőd, dél felől Szarvas, délnyugat felől Békésszentandrás és Mesterszállás, nyugat felől Mezőhék, északnyugat felől pedig Kétpó.

### Megközelítése
Közúton a legegyszerűbben a 46-os főúton érhető el, Törökszentmiklós és a 4-es főút felől éppúgy, mint Gyomaendrőd és Békés vármegye központi részei irányából. Szomszédai közül Túrkevével a 4202-es, Szarvassal a 4631-es, Mezőhékkel a 4628-as, Kétpóval pedig a 4632-es út köti össze.
Vonattal a MÁV 120-as számú (Budapest–)Szolnok–Békéscsaba–Lőkösháza-vasútvonalán, illetve a 125-ös számú Mezőtúr–Orosháza–Mezőhegyes–Battonya-vasútvonal érhető el. Mezőtúr vasútállomás a városközpont északi szélén található, közúti elérését a 46 302-es út biztosítja. Ezen felül a város területén mindkét vasútvonalnak egy-egy megállási pontja van még: a fővonalon Csugar megállóhely a nyugati határszélen, ahová a 46 346-os út vezet, az orosházi vonalon pedig Pusztabánréve megállóhely, a déli határban, az azonos nevű külterületi városrész mellett.
1885–1975 között létezett még a Mezőtúr–Túrkeve-vasútvonal is.

## Nevének eredete
A mező előtag a mezővárosi jellegre utal.
A Túr név a Berettyó (Ma: Hortobágy-Berettyó) alsó szakaszára utal, a város e mellett a folyó mellett épült.
Az első írásos emlék e településről az 1205–1235 közötti időszakból való: a Váradi Regestrum Tur (villa Tur) név alakban említi. Ettől kezdve királyi okleveleinkben már gyakrabban előfordul, 1562-ből pedig ismerünk adatot a Nagy-Túr névhasználatra is, mint például „Nagytúr báránytized jegyzéke” a törökkorból.

## Története
A 14. századtól az árutermelés kibontakozásával egyre inkább előnyös helyzetbe került a környező településekkel szemben. A Sárrét mocsárvilágán át az egyetlen járható út a mezőtúri révnél kezdődött. Ez volt a legrövidebb út a szolnoki réven keresztül a Budáról Erdélybe vezető utak közül. Az átkelőhely fontos városfejlesztő tényező lett, így a század második felében Túr is a mezővárosok sorába lépett. Mezővárossá nyilvánító oklevele 1378-ból Nagy Lajos királytól származik, aki több ízben is megfordult Túron. Az Anjou-uralkodóra utal a város régi címerében az Anjou-liliom is. Mint mezőváros, vásártartási jogot kapott, vámmentességet, sőt vámszedési jogot élvezett.
A túri vásárok már a 15. században látogatottak és nagyon híresek voltak, jelentőségük a török hódoltság idején tovább nőtt. A kereskedelem mellett virágzott a kézműipar. Különösen ismertek voltak a csizmadiák, a tímárok, a korsósok, a szűcsök.
Mezőtúr kulturális téren századokon át központja volt e vidéknek. A város korán csatlakozott a reformációhoz. 1530-ban alapított protestáns iskolája rövidesen - a debreceni után, amelynek partikulája volt - a Tiszántúl legjelentősebb oktatási intézménye lett. A 16. században a wittenbergi egyetemen tíz túri származású diák tanult, akik azzal hálálták meg volt iskolájuk gondoskodását, hogy könyveket, térképeket hoztak magukkal, s odaajándékozták az iskola könyvtárának. A református gimnázium 16 000 kötetes régi, ritka könyveket tartalmazó könyvtárának is ilyen ajándékok vetették meg az alapját.
A 19. században meginduló tőkés fejlődésnek nem sok hasznát látta Mezőtúr. A gyáripar olcsó termékeivel fokozatosan háttérbe szorította a város kisiparát. A nagyipart pedig csupán a téglagyár, néhány malom és egy szövőüzem képviselte. A város lakossága 25 000 fő körül stabilizálódott. A 19. század derekán még lényegesen kisebb Szolnok a századfordulóra utoléri, majd elhagyja Mezőtúrt.
A II. világháború után az új gazdasági-társadalmi viszonyok hosszú időn át szintén kedvezőtlenül befolyásolták a város életét. A mezőgazdasági termelőszövetkezetek megszervezése, majd a technikai színvonal emelkedése jelentős számú munkaerőt szabadított fel. Ipar hiányában ez a munkaerő elvándorlásra kényszerült. Különösen nagy az elvándorlás az '50-es évek második felében, amikor az évi átlag megközelítette a 300-at. Javulást csak az 1970-es évek hoztak, amikor is a múlt kisipari hagyományaira támaszkodó szövetkezeti ipar mellett több középüzem települt a városba.

### A mezőtúri zsidóság története
A kiváltságos területen kívül eső, főúri birtokhoz tartozó mezővárosban már a 19. század első felében is éltek zsidók, klasszicista stílusú zsinagógájuk (Damjanich utca) 1862-ből (más források szerint tévesen: 1835-ből) való. 1850-ben itt élt a vármegye második legnépesebb zsidó közössége, 348 fővel. 1890-ben 902 izraelita vallású lakost írtak össze a városban (3,8 százalék), ez a létszám a harmincas évek végére a felére esett vissza.
Szathmáry Imre polgármester javaslatára Alexander alispán eredetileg a város belterületén, a Rigó utcában és környékén jelölte ki a gettót az 1944 áprilisában 360 lelket számláló helyi zsidóság részére. A tervet azonban a helyi lakosság erőteljes tiltakozása nyomán megváltoztatta, így a zsidóságot a délnyugati újvárosban, a Márer-féle téglagyár ipartelepéhez – Balassa utca és Földvári út – tartozó gazdasági épületekben, tisztviselő- és munkáslakásokban, három különálló tömbben helyezték el. A zsidó tanács – tagjai között Vass Sándor malomtulajdonossal és Schulcz Fülöp rabbival – egészségügyi okokra hivatkozva kérvényezte a döntés megváltoztatását, ám nem járt eredménnyel.
A gettó számára május 23-án szigorú rendszabályokat léptetett életbe vitéz Mihályi Endre, a rendőrkapitányság vezetője. A helyieket június 17–18. körül vasúton vitték a szolnoki gyűjtőtáborba. A zsidóüldözés áldozatainak száma 220-240 főre becsülhető, köztük volt a rabbi is. Ezzel együtt 1949-ben a városnak még 127 izraelita lakosa volt.

## Közélete

### Városvezetői

#### 1950 előtt
- 1905–1910: Spett Ernő polgármester[7]
- 1921–1939: Spett Ernő polgármester[7]

#### Polgármesterei 1990 után
- 1990–1994: Ádámné dr. Bogdán Piroska (nem ismert)[8]
- 1994–1998: Ádámné dr. Bagdán Piroska (MSZP-Mezőtúri Függetlenek Szervezete-FKgP-MP)[9]
- 1998–2002: Dr. Bagdán Piroska (MSZP-SZDSZ-MP)[10]
- 2002–2006: Dr. Draskovits Dénes (MSZP-SZDSZ)[11]
- 2006–2010: Dr. Draskovits Dénes (MSZP-SZDSZ)[12]
- 2010–2014: Herczeg Zsolt (Fidesz)[13]
- 2014–2019: Herczeg Zsolt (Fidesz-KDNP)[14]
- 2019–2022: Herczeg Zsolt (Fidesz-KDNP)[15]
- 2022–2024: Szűcs Dániel (Fidesz-KDNP)[16]
- 2024– : Szűcs Dániel (Fidesz-KDNP)[1]

A településen 2022. július 17-én időközi polgármester-választást kellett tartani, mert a korábbi polgármester 2022. május 1-ji hatállyal lemondott tisztségéről.

## Népcsoportok
2001-ben a város lakosságának 98%-a magyar, 2%-a cigány nemzetiségűnek vallotta magát.
2015-ben a város etnikai összetétele a következő volt; 99,6% magyar, 0,3% cigány, 0,1% ruszin.
2022-ben a lakosság 89,6%-a vallotta magát magyarnak, 2,1% cigánynak, 0,2% németnek, 0,1-0,1% ukránnak, szlováknak és románnak, 2,4% egyéb, nem hazai nemzetiségűnek (10,3% nem nyilatkozott; a kettős identitások miatt a végösszeg nagyobb lehet 100%-nál).

## Vallás
A 2017-es felmérés szerint a lakosság 98%-a keresztény (ezen belül 63,2% református, 20,4% római katolikus, 6,3% keleti katolikus, 10,1% evangélikus.) és 2%-a ateista.
2022-ben vallásuk szerint 17,2% volt református, 7,2% római katolikus, 0,5% evangélikus, 0,2% görög katolikus, 0,4% egyéb keresztény, 0,6% egyéb katolikus, 37,6% felekezeten kívüli (36% nem válaszolt).

## Népesség
A település népességének változása:
| Lakosok száma | 17 111 | 16 898 | 16 086 | 15 699 | 15 785 | 15 644 | 15 469 |
|               | 2013   | 2014   | 2018   | 2021   | 2022   | 2023   | 2024   |

## Kultúra

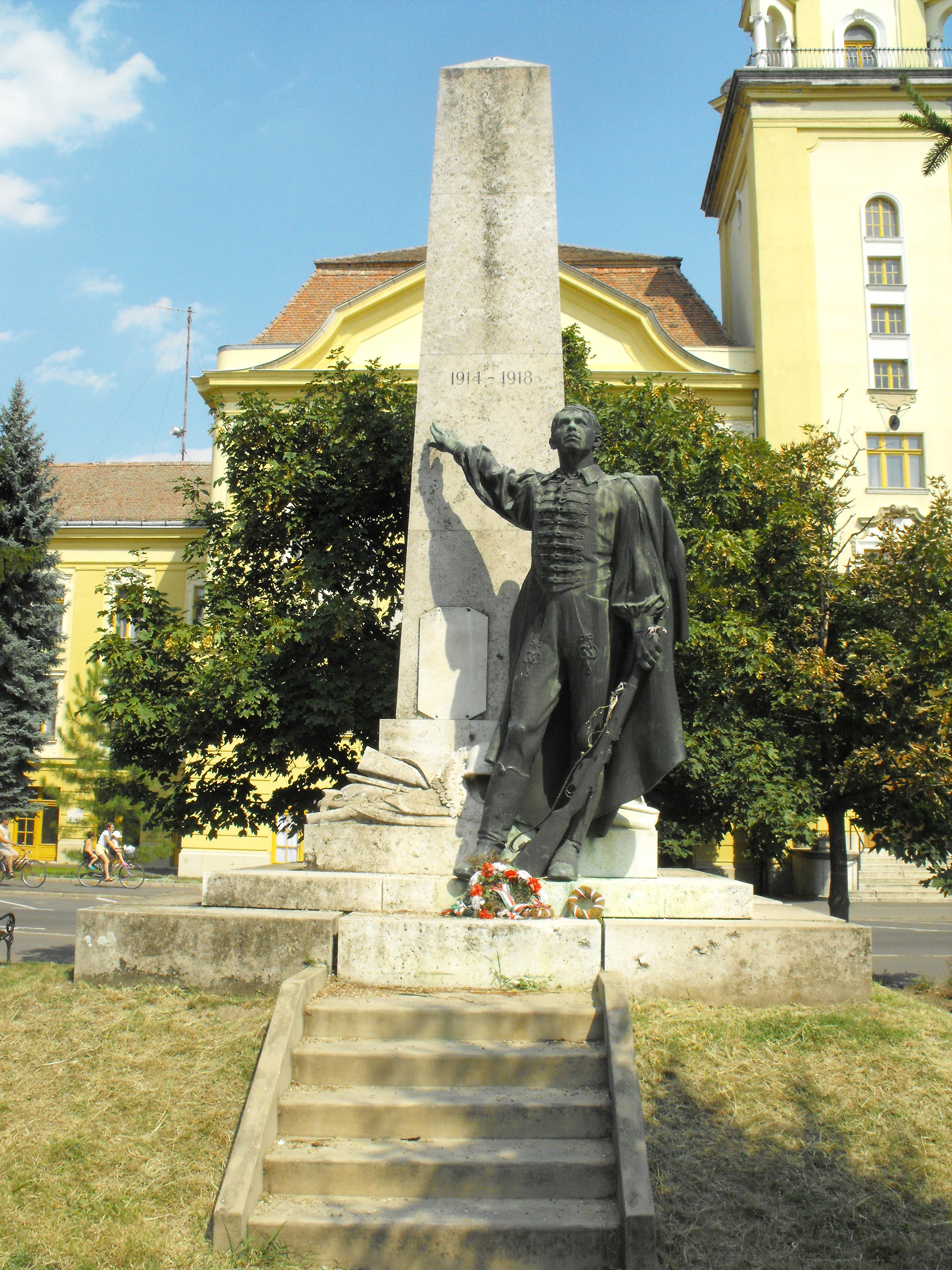
Az első világháborús emlékmű

### Fazekasság
Mezőtúron régi hagyományai vannak a fazekasságnak. A jelenlegi fazekasok is őrzik a helyi hagyományokat.

### Túri Vásár
Minden évben, augusztus első hétvégéjén rendezik meg a hagyományos Túri Vásárt és 2002 óta a vásárt megelőző Mezőtúri Művészeti Napokat (arTúr fesztivál).

### Közösségi Ház
Programok, rendezvények szervezése, lehetőség biztosítása a sport és a kultúra területén a polgári közösségek tevékenységeihez.

### Képzőművészeti Alkotótelep
A nemzetközi képzőművészeti alkotótelep Holt-Körös partján működik 1981 óta.

### Népzene
A népzenei hagyományokat őrzi a Mezőtúri Szivárvány Népzenei Egyesület, mely 1998-ban alakult. Fenntartója a Szivárvány citerazenekar (1970), a Tücsök és a Méhecske citerazenekaroknak, szervezője az évi 2-3 népzenei rendezvénynek. Támogatója volt az Iringó (1996) és a Lókötők citerazenekaroknak (2004) azok aktív működése alatt. Az egyesület szorosan együttműködik a Bárdos Lajos Alapfokú Művészeti Iskolával. A népzenei hagyományok tovább éltetése érdekében közművelődési megállapodást tart fenn a város önkormányzatával.

### Fúvószene
1991-ben alakult meg Mezőtúron a mai Bárdos Lajos Alapfokú Művészeti Iskola falain belül Szúnyogh József tanár úr vezetésével a Mezőtúri Ifjúsági Fúvószenekar, amely régi és új fúvószenekari hagyományokat ápolt.
A zenekar eddigi karmesterei voltak:
- Szúnyogh József
- Szűcs Csaba
- Debreceni Örs
- Katona Tiborné

A RE*FLEX BAND 2009 augusztusában alakult a Mezőtúri Ifjúsági Fúvószenekarból. Tagjai az a 20 lelkes fiatal, akik a zenére, a fúvószenére életmódként tekintenek. Megalakulásuk után célul tűzték ki maguknak, hogy a fúvószenét egy más nézőpontból is bemutatják a nagyközönségnek. Eleinte úgynevezett Flex-Band, illetve Young-Band felállásban hangszerelt zeneművek előadását helyezték előtérbe, de ma már Concert Band és Marching Band átiratokat is megszólaltatnak. Repertoárjuk legfőképp a 60-as évektől napjainkig terjedő időszakot felölelő pop, rock, latin, film és tánczenék fúvószenekarra áthangszerelt műveit tartalmazza.
Megtalálhatók többek közt benne: The Doors, Aerosmith, Nickelback, Lady Gaga, Michael Jackson, Adele, Jon Bon Jovi, Linkin Park, The Black Eyed Peas, Cee Lo Green s más egyéb feldolgozások. Az együttes fesztiválokon, városi rendezvényeken, egyéni meghívásos felkéréseken ad színpadi koncerteket.

### Kóruskultúra
PETŐFI DALKÖR 1873. május 10-én megalakult Mezőtúri Dalárda utódjaként működik. Tevékenységük legfőbb állomásait és eredményeit a kezdetektől 2003-ig a 130 éves fennállás ünneplése alkalmából kiadott önálló kiadvány foglalja össze. A Petőfi Dalkör felnőtt vegyeskórusként működik, melynek tagjai aktív dolgozók, nyugdíjasok és középiskolás diákok.
A jelenlegi törzslétszám 25-30 fő. A kórus maga is számos nívódíj, arany oklevél és elismerés birtokosa, több önálló múzeumi hangversenyt adtak a fővárosban, állandó résztvevői a megyei kórustalálkozóknak. Kiterjedt zenei cserekapcsolatokat ápolnak több település kórusaival. Több alkalommal képviselték városunkat és hazánkat külföldön is. 2008-ban, egy nagyszabású kórushangversennyel ünnepelték a dalkör megalakulásának 135, majd 140 évfordulóját is. A 135. évfordulón örökös karnagyuknak választották Kávási Sándort, aki közel 60 éven át vezette a dalkört. 2008 óta a kórust Karsai Krisztina vezeti, aki korábban is énekelt a csoportban.
VIVACE KAMARAKÓRUS

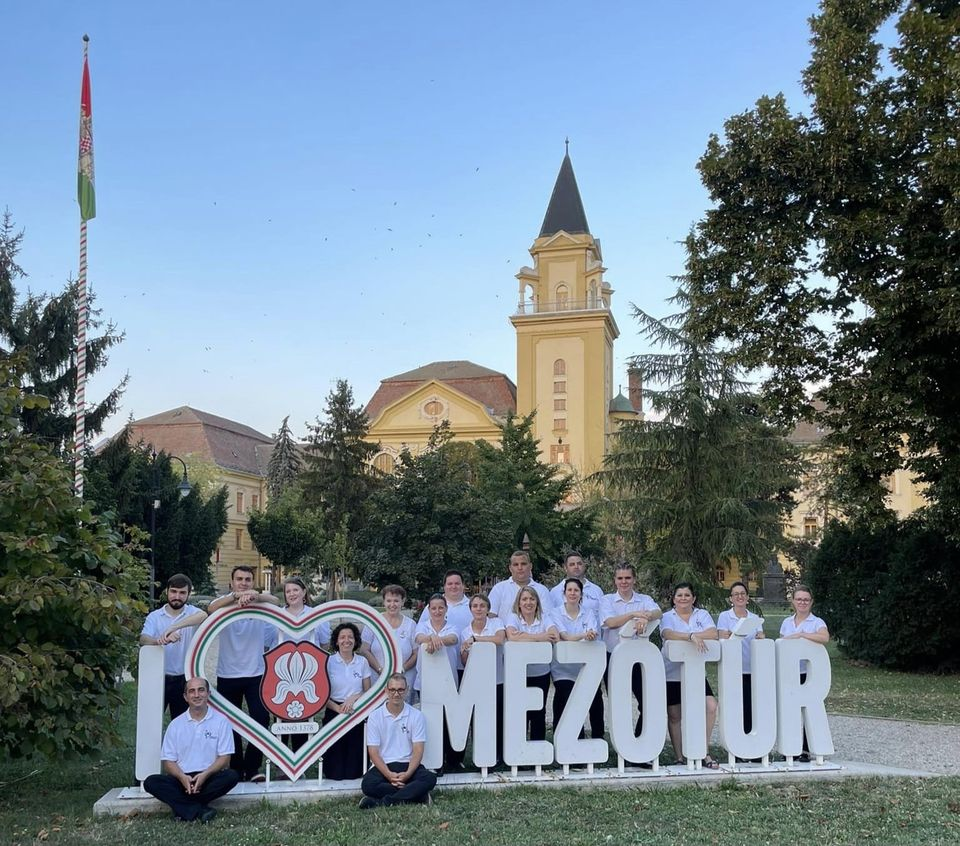
A Vivace Kamarakórus (2023)

A kamarakórus 2007 körül alakult végzett kossuthos diákokból. Tevékenységünk művészeti jellegű. Célunk, hogy népszerűsítsük a méltán világhírű magyar kórusművészetet koncertjeinkkel, belföldi és külföldi szerepléseinkkel.
A politikai jellegű rendezvények kivételével szívesen vállalunk fellépéseket bármilyen kulturális, esetleg családi ünnepségeken.
Hetente egyszer tartunk másfél órás kóruspróbákat, mely alkalmakon szinte soha nincs együtt a kórus, hiszen többen nem élnek életvitelszerűen a városban. Ők ritkábban tudnak próbára járni, de általában havonta még így is számíthatunk rájuk. A fellépéseken minden nehézség ellenére igyekszünk mindahányan jelen lenni. A nehéz próbakörülmények ellenére is szép eredményeink vannak:
- 2007 és 2008. Országos Társaséneklő verseny: kiemelt arany fokozat
- 2009. Közös szereplés a Kossuth Iskola Napraforgó kórusával Nancyban (Franciaország) a Voix du Monde fesztiválon 5 nap, 8 önálló koncert
- 2010. Vendégszereplés Torockón
- 2011. Fesztivál Charleroi-ban (Belgium)
- 2014. Liviu Borlan Nemzetközi Kórusverseny Nagybánya (Románia): ezüst diploma
- 2015. Keszthely, Dalünnep; országos minősítés: arany fokozat
- 2017. Keszthely, Dalünnep; országos minősítés: arany fokozat
- 2020. Jász-Nagykunk-Szolnok Megyéért díj
- 2023. I. Aranyalma Kórusverseny - Rácalmás - I. helyezés
- 2024. Kalocsa - KÓTA által meghirdetett minősítő hangverseny - ARANY DIPLOMA - DÍCSÉRETTEL
- 2025. II. Aranyalma Kórusverseny - Rácalmás - I. helyezés

A kórus vezetője: Csiderné Csizi Magdolna

## Fesztiválok, események

### East Fest
2012 nyara óta rendezik Mezőtúron az East Fest zenei fesztivált, melyen az élőzenei színpad mellett egy hiphop és egy elektronikus helyszínen vonulnak fel a magyar könnyűzenei élet élvonalbeli képviselői. Az igazi nyári életérzés emeléséhez a kempingen kívül hozzájárul az is, hogy a fesztiválnak az a Városi Strandfürdő ad helyet, ahol 14 évig az ország egyik legnagyobb s legrégibb nemzetközi zenei fesztiválja a WAN2 Fesztivál zajlott. Az EAST FEST nem a WAN2 folytatása, csupán a helyszín ugyanaz, de a hangulat évről évre fokozódik.

## Média
- Mezőtúr és Vidéke[29]
- Túri Televízió Mezőtúr
- Körös Televízió Archiválva 2007. december 29-i dátummal a Wayback Machine-ben
- Pont Rádió Archiválva 2010. január 11-i dátummal a Wayback Machine-ben
- Pont Televízió
- Mezőtúr nem hivatalos közösségi oldala Archiválva 2021. március 18-i dátummal a Wayback Machine-ben
- Városi TV
- Index TV

## Látnivalók

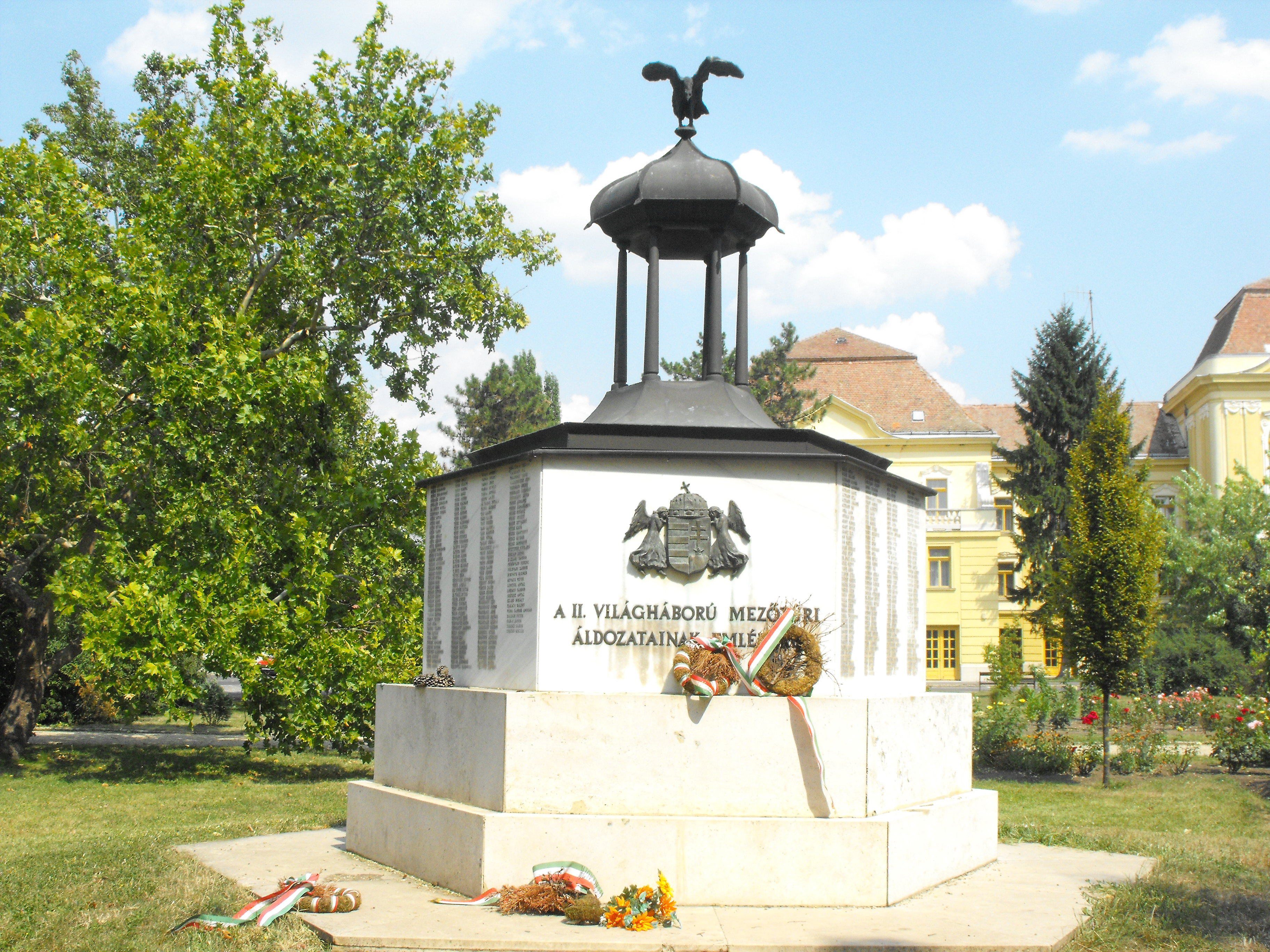
A második világháborús emlékmű

### Műemlékek
- Mezőtúri református nagytemplom (1792, átépítve 1843–1845)
- Újvárosi református templom (1894–1896, neogótikus)
- Római katolikus templom (1817–1824, klasszicista)
- Evangélikus templom (1926, eklektikus)
- Régi zsinagóga (Kiállítócsarnok) (1830, klasszicista)
- Városháza (1928, eklektikus)
- Tűzoltólaktanya (1927)
- Petőfi-ház
- Albrecht-kastély

### Múzeumok
- Túri Fazekas Múzeum

Más néven Kállay–Bolváry-kúria, a város egyik legrégebbi épülete. Építtetője Kállay Péter (1764–1837) császári és királyi kamarás, főszolgabíró volt, akinek felmenői Mátyás király óta voltak birtokosok Mezőtúron. Az ő utódaitól vette meg az udvarházat drághszéli Bolváry Antal (1820–1909) helyi földbirtokos, a 19. század vége táján. Az utcasorra tíz ablakával néző, L alakú, földszintes, kontyolt nyeregtetős, fehér falú, ízléses mértéktartással kialakított épület viszonylag szerény kinézetű, inkább tűnik tehetős paraszti vagy polgári otthonnak, tervezésénél a feltűnési vágy jól láthatóan nem volt lényeges szempont. Bejárata is az udvarról nyílik, ahol korábban egy tiszttartói ház is állt; utóbbit rossz állapota miatt már lebontották. A népies klasszicista stílusú épület szinte egyetlen dísze a dór oszlopsorral alátámasztott tornác. A 20. században egy ideig szükséglakások kaptak helyet az épületben, majd egy ideig zeneiskola működött itt; 2004-es felújítása után került ide a városi múzeum. Jelenleg a házban 9 helyiség található, néggyel kevesebb, mint eredetileg, mert néhány szobát a múzeumi igényeknek megfelelően egybenyitottak, hogy a látogatókat nagyobb terek fogadhassák.
- Badár Emlékszoba és Fazekas Alkotóház
- Peresi Tájház (1902-ben épült gőzhajtású szivattyútelep, egyben a Körös-völgyi természetvédelmi terület állat- és növényvilágának bemutatóhelye)
- Helytörténeti gyűjtemény

### Emlékművek

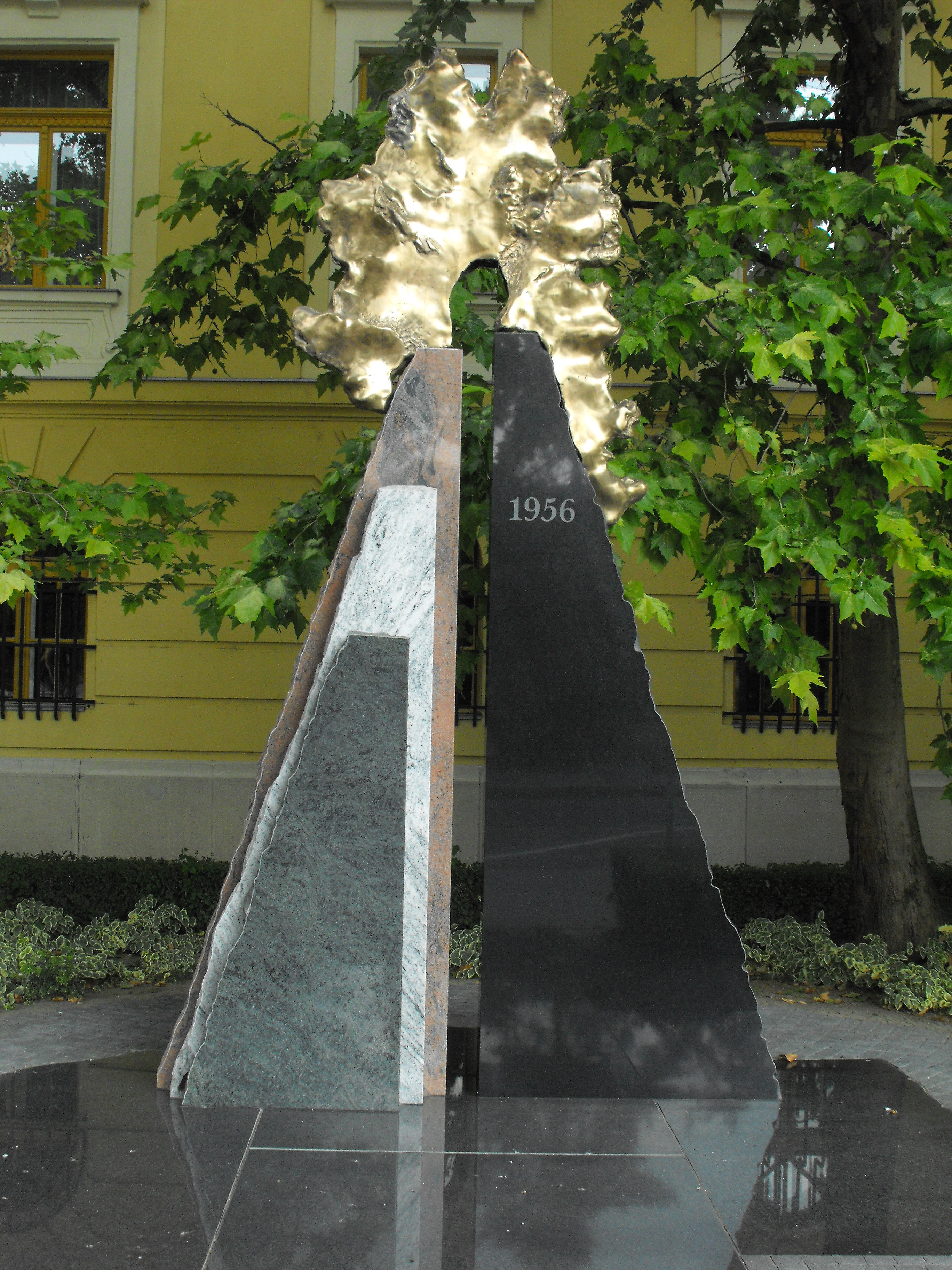
Az 1956-os forradalom és szabadságharc emlékműve

- 1956-os emlékmű (Györfi Sándor alkotása)
- Első világháborús emlékmű
- Második világháborús emlékmű

### Strand
Mezőtúri Városi Strandfürdő és Fedett Uszoda

## Gazdaság
- Mezőgazdaság
- Ipari park (vetőmag kezelés)
- Téglagyár (bezárt)[forrás?]

## Oktatás
Középfokú oktatási intézmények 
- Mezőtúri Református Kollégium
- Karcagi Szakképzési Centrum Mezőtúri Teleki Blanka Gimnázium, Technikum és Kollégium
- Karcagi Szakképzési Centrum Mezőtúri Szakközépiskolája és Kollégiuma (egykori 626. Szakképző Iskola)

## Híres mezőtúriak

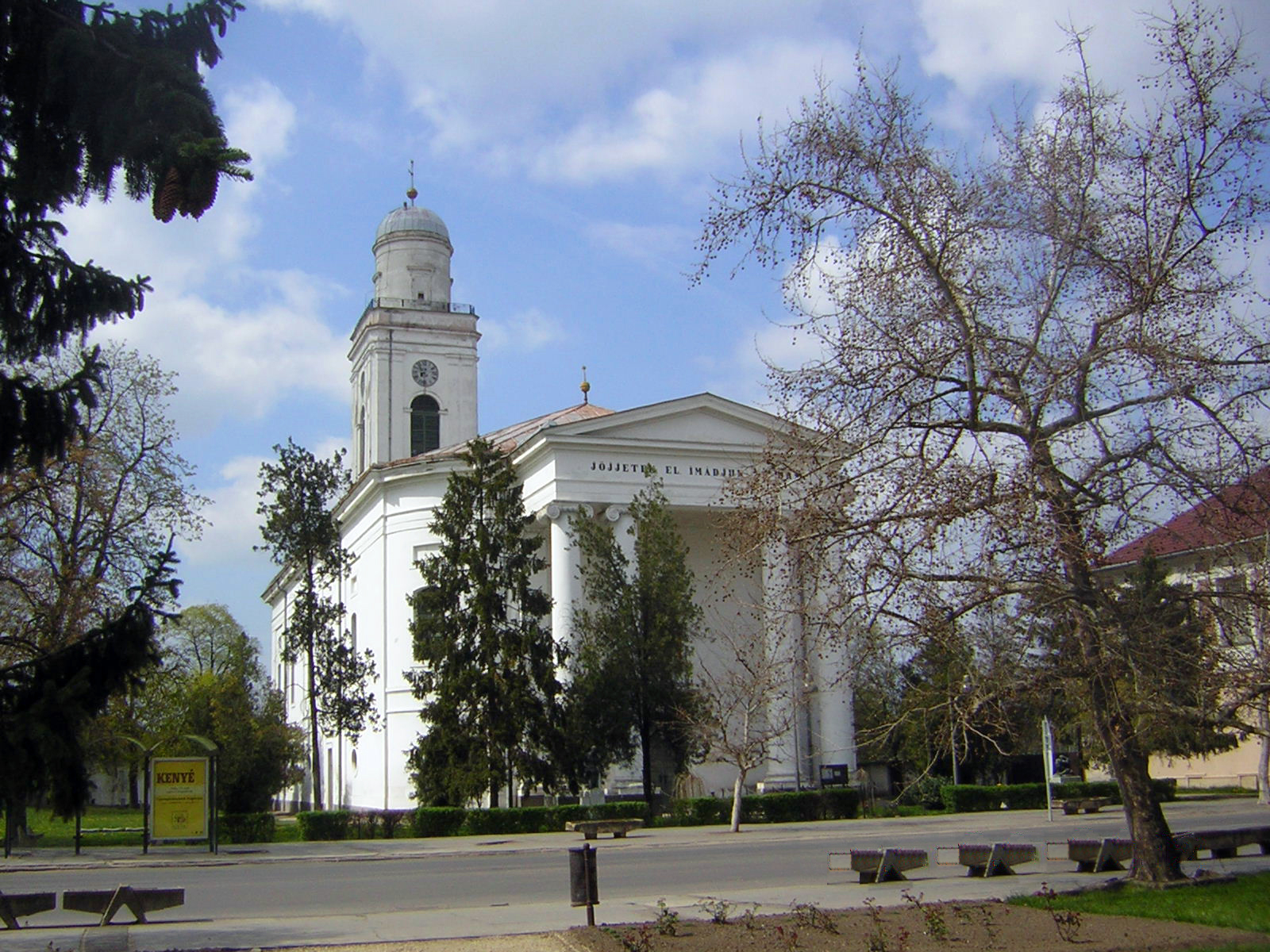
Klasszicista református templom. Épült 1677 átépítették 1814-45 között.

### Mezőtúron születtek
- Badár Balázs (1854–1939) fazekasmester
- Bihary Imre[halott link] olimpiai bronzérmes szakács
- Börcsök Enikő színésznő, rendező, 1991-től 1994-ig a kaposvári Csiky Gergely színházban játszott, 1994-től a Vígszínház tagja
- Bucsi Mihály (1813–1886) 1848–49 fordulóján a mezőtúri lovas nemzetőrség tisztjeként részt vett a felső-tiszai harcokban.
- Czebe Gyula klasszikafilológus
- Cseh Renátó (1985) díszlet-, látvány- és jelmeztervező,
- Csekő György (1980) egyetemi oktató, természettudós
- Dióssy Klári (1972) műsorvezető, szerkesztő, riporter
- Ercsei Dániel (filozófiai író) (1781–1836) filozófiai író, bölcseleti doktor és tanár, a Magyar Tudományos Akadémia levelező tagja
- Forray R. Katalin professzor, Pécsi Tudományegyetem
- G. Szabó Hunor zeneszerző (The Qualitons)
- Homoki Nagy István (1914–1979) filmrendező
- Juhász Imréné Gonda Zsuzsanna (1912–1982) kommunista politikus, jogász, Jász-Nagykun-Szolnok vármegye főispánja (1949)
- Kalmár Pál dalénekes
- Kapitány Zsolt (zéessó, Manki), a TheShowCrew hiphop formáció egyik frontembere, dalszövegírója
- Kirsch János (1961–2012) író, költő, diakónus, eszperantista, templomigazgató, középiskolai tanár
- Kovács Tímea énekesnő
- Kun Zsigmond (1893–2000) művészetbarát, író, költő és szenvedélyes gyűjtője, mentője a magyar népi kultúra tárgyainak
- Lénárt Lajos (1922–2011) agrárközgazdász, mezőgazdasági és élelmezésügyi miniszterhelyettes, az FTC elnöke
- Mester Viktória operaénekesnő, magánénekesnő (mezzoszoprán), a Magyar Állami Operaház tagja
- Mérai Katalin film- és színpadi színésznő, színházi rendező és író
- Német Tamás újságíró, a Telex.hu főszerkesztője
- Papp Lili modell, a 2008-as Miss Balaton, műsorvezető (Kenósorsolás, Skandináv lottó-sorsolás)
- Pintér Zoltán Oki, az Omen volt frontembere
- Sós György (1927–1993) orvos, színdarab- és regényíró, a Magyar Rádió dramaturgja
- Szávai Viktória színművész
- Tamási Eszter (1938–1991) tévébemondó
- Tar Imre történelem- és földrajzszakos gimnáziumi tanár
- Tótka Sándor (1994–) olimpiai bajnok magyar kajakozó
- Veres Róbert MC DC freestyle rapper
- Veress Miklós (1928–2016) iparművész, keramikus
- Esti Kornél zenekar
- Magna Cum Laude zenekar
- RE*FLEX BAND zenekar

### Mezőtúron alkotnak
- Lóránt János Demeter festő, grafikus, Munkácsy-díjas érdemes művész, az MTA Széchenyi irodalmi és művészeti akadémiájának tagja
- Györfi Sándor szobrászművész, a nyíregyháza-sóstói éremművészeti szimpózium vezetője, s a mezőtúri nyári művésztelep szakmai vezetője

### Mezőtúron alkottak
- Borsos Károly (1871–1933) református pedagógus, gimnáziumi és főiskolai tanár, a Mezőtúri Református Kollégium igazgatója, klasszika-filológus, vallásfilozófus, szabadkőműves
- Ercsei Dániel (lelkész) (1744–1809) református lelkész
- Csabai-Wagner József (1888–1967) építészmérnök, festőművész
- Csenki Imre (1912–1998) Kossuth-díjas zeneszerző, karnagy, zenepedagógus, 1937-től 1940-ig a Mezőtúri Református Gimnázium énektanára
- Nagy István (Csíkmindszent, 1873 – Baja, 1937) – Márton Ferenc (Csíkszentgyörgy, 1884 – Budapest, 1940) – Zsögödi Nagy Imre (Csíkzsögöd, 1893 – Csíkszereda, 1976) székely művészhármas 1917-ben, néhány hétig, a frontrajzosok honvédtáborában
- Benke Valéria (1920–1988) A mai Teleki Blanka Gimnázium elődjének tornatanára, kommunista politikus
- Ábrahám Miklós (1921–2011) hivatásos előadóművész, nótaénekes
- Petőfi Sándor Utazás az Alföldön című versét itt írta
- Dr. Tóth Albert Tanár, a biológiai tudományok kandidátusa, a Környezet- és Természetvédő Tanárok Egyesületének volt elnöke.
- Dr. Tolnay Gábor Tanár, a történettudományok kandidátusa, 1994-2006 között a mezőtúri Túri Fazekas Múzeum igazgatója.

## Testvérvárosok
Mezőtúr testvérvárosai:
- Sepsikőröspatak, Románia
- Törökbecse, Szerbia
- Weida, Németország
- Canelli, Olaszország
- Árkos, Románia

## Galéria

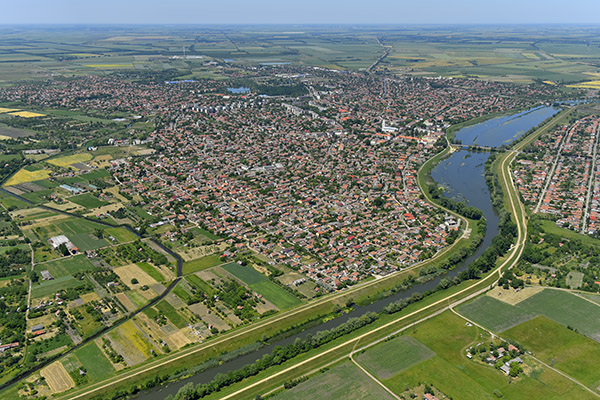
Mezőtúr látképe madártávlatból
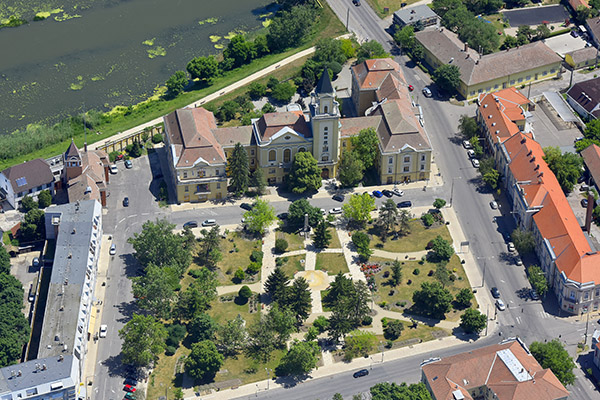
Mezőtúr városháza légi fotón
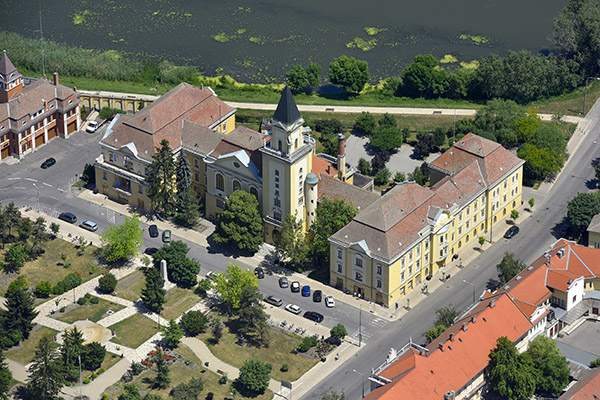
Légi felvételen a mezőtúri városháza
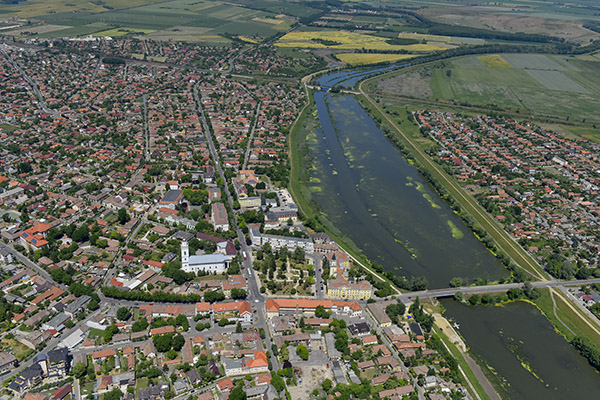
Mezőtúr, a magasból fényképezve